# پارک شبه‌ملی مورو-ان
پارک شبه‌ملی مورو-ان (به لاتین: Muroto-Anan Kaigan Quasi-National Park) یک پارک شبه‌ملی و منطقهٔ مسکونی در ژاپن است که در استان کوچی واقع شده‌است.